# خيول كوارتر الأمريكية
خيول كوارتر الأمريكية هي سلالة خيول أمريكية متميزة في الركض في المسافات الصغيرة. وقد تم اشتقاق اسمها من قدرتها على سبق سلالات الخيول الأخرى في سباقات ربع الميل أو أقل، وقد تم تسجيل وصول بعض الخيول بسرعات تصل إلى 55 ميلاً في الساعة (88.5 كيلو مترًا في الساعة). وتعد خيول كوارتر الأمريكية هي أشهر سلالة في الولايات المتحدة اليوم، وتعد جمعية خيول كوارتر الأمريكية هي أكبر سجل للسلالات في العالم، حيث تم تسجيل أكثر من 5 ملايين حصان كوارتر أمريكي بها. وتشتهر خيول كوارتر الأمريكية كخيول سباق وبأدائها في سباقات الروديو وعروض الخيول وكخيول عاملة في المزارع. ويناسب الجسم المضغوط لخيول كوارتر الأمريكية المناورات المعقدة والسريعة المطلوبة للكبح والقطع وخيول البقر العاملة وسباقات الأسطوانات وسحب العجول وغيرها من أحداث الفروسية الغربية، خصوصًا تلك التي تشتمل على الماشية الحية. كما ظهرت خيول كوارتر الأمريكية في المسابقات الإنجليزية، والقيادة والعديد من أنشطة الفروسية.

## النظام الغذائي
يمكن أن تتغذى خيول كوارتر على العشب الطازج ، والشوفان ، والحبوب الأخرى ، مثل الشعير والنخالة. يمكن تناول الأطعمة مثل الجزر باعتدال. ، في المعتاد تأكل الخيول الأمريكية ما بين 1.5 و 2 في المائة من وزن جسمها يوميا. هذا يعني أن الحصان الذي يبلغ وزنه 1000 رطل يحتاج من 15 إلى 20 رطلاً من الطعام كل يوم

## كتابات أخرى
- Denhardt، Robert Moorman (1997). Foundation Sires of the American Quarter Horse. University of Oklahoma Press. ISBN:0-8061-2947-6.

## وصلات خارجية
- American Quarter Horse Association
- Information about Quarter Horses in Europe نسخة محفوظة 22 أكتوبر 2007 على موقع واي باك مشين.
- Quarter Horse in New Caledonia نسخة محفوظة 4 أغسطس 2008 على موقع واي باك مشين.
- Czech Quarter Horse Association